# 吉林省人民代表大会常务委员会
吉林省人民代表大会常务委员会（简称吉林省人大常委会）是吉林省人民代表大会的常设机构，在吉林省人大全体会议闭会期间代为行使其权力。同级类似机构为吉林省政协，为咨询机关。

## 历史沿革
1977年12月，吉林省第五届人民代表大会第一次会议召开，标志着人民代表大会制度在吉林省的恢复。1979年7月，五届全国人大二次会议通过《关于修正中华人民共和国宪法若干规定的决议》，其中规定：“县和县以上地方各级人民代表大会设立常务委员会，它是本级人民代表大会的常设机关”。1980年4月，吉林省五届人大二次会议选举产生吉林省人民代表大会常务委员会，栗又文当选主任。吉林省第一届人大常委会设有办公厅、法制办公室、财经办公室、科教办公室、人事办公室等办事机构。

## 办事机构
吉林省第十三届人民代表大会常务委员会设有以下办事机构：
- 办公厅（下设若干处）
- 机关党委
- 研究室
- 法制工作委员会
- 预算工作委员会
- 信访室

## 历届组成人员

### 第五届
- 任期：1980年4月－1983年4月
- 主任：栗又文
- 副主任：李梦龄、宋任远、赵天野、徐寿轩、刘慈恺、苏俊禄（1981年6月逝世）、张开荆、毛诚（1980年4月－1980年5月）、吴学周、陈钟（1982年9月逝世）、吴铎、成盛三、余瑞璜、仁钦扎木苏
- 秘书长：

### 第六届
- 任期：1983年4月－1988年1月
- 主任：于克（1985年6月辞任） → 赵修（1985年6月当选）
- 副主任：杨战韬（1985年6月辞任）、霍明光（1985年6月补选）、刘慈恺、吴学周（1983年10月逝世）、吴铎、成盛三、崔采（1985年6月辞任）、崔林（1985年6月补选）、王吉仁、余瑞璜、董速、仁钦扎木苏、朱静航（1984年4月补选）、徐元存（1985年6月补选）
- 秘书长：

### 第七届
- 任期：1988年1月－1993年1月
- 主任：霍明光
- 副主任：成盛三、崔林、余瑞璜、仁钦扎木苏、朱静航、徐元存、陈振康、可沐云、任俊杰（1992年3月增选）
- 秘书长：张建德（1991年3月辞任） → 方建宇（1991年3月补选，1992年3月辞任） → 任俊杰（1992年3月补选）

### 第八届
- 任期：1993年1月－1998年1月
- 主任：何竹康
- 副主任：谷长春、陈振康、可沐云、任俊杰、尚振令、曾孝箴、袁柏雄、徐如人、阿古拉、李政文（1996年2月增选）
- 秘书长：李政文（1996年2月辞任） → 时广仁（1996年2月补选）

### 第九届
- 任期：1998年1月－2003年1月
- 主任：张德江（1998年9月辞任） → 桑逢文（1998年9月代理） → 王云坤（1999年3月当选）
- 副主任：桑逢文、刘树林、曾孝箴、徐如人、阿古拉（2001年2月辞任）、李政文、李玉堂、李世学、郭永德、马季春、张恩祥（2000年2月补选）
- 秘书长：时广仁（2000年2月辞任） → 郑玉春（2000年2月补选，2002年1月辞任） → 马季春（2002年1月补选）

### 第十届
- 任期：2003年1月－2008年1月
- 主任：王云坤[3]
- 副主任：米凤君、刘淑莹、李政文（2006年2月辞任）、李世学、李介车、张恩祥、汪洋湖、马季春（2004年12月辞任）、南相福（2005年1月补选）、朱忠民（2006年2月补选）、唐宪强（2007年1月补选）、聂文权（2007年1月补选）、杨庆才（2007年1月补选）
- 秘书长：南相福（2005年1月辞任） → 朱忠民（2005年1月补选，2006年2月辞任） → 杨绍明（2006年2月补选）

### 第十一届
- 任期：2008年1月[4]－2013年1月
- 主任：王珉（2009年12月辞任） → 孙政才（2010年1月当选）
- 副主任：唐宪强（2011年2月辞任）、聂文权、刘润璞、包秦、杨绍明（2012年2月辞任）、车秀兰、王云岫（2012年2月补选[5]）
- 秘书长：赵秉哲 → 王云岫（2011年2月当选）

### 第十二届
- 任期：2013年1月－2018年1月
- 主任：王儒林（2014年9月辞任） → 巴音朝鲁（2014年10月当选[6]）
- 副主任：荀凤栖（2013年1月－2016年1月）、王守臣（2013年1月－2017年1月）、马俊清（2017年1月当选）、房俐（2016年1月当选）、陈伟根（2015年2月当选）、车秀兰、周化辰（2013年1月－2016年1月）、王云岫（2013年1月－2017年1月[7]）、李龙熙
- 秘书长：王甫轶（2015年1月26日辞任） → 吴玉珩（2015年2月13日当选，2016年12月29日辞任） → 袁洪军（2017年1月19日补选）

### 第十三届
- 任期：2018年1月－2023年1月
- 主任：巴音朝鲁（2021年1月辞任） → 景俊海（2021年1月当选）
- 副主任：金振吉（2022年1月辞任）、车秀兰（2021年1月辞任）、王绍俭、张焕秋、贺东平、彭永林（2019年1月30日补选）、庞庆波（2021年1月当选）、贾晓东（2021年1月当选）、高广滨（2022年1月当选）、田锦尘（2022年1月当选）
- 秘书长：常晓春（2022年1月辞任） → 韩沐恩（2022年1月当选）

### 第十四届
- 任期：2023年1月－
- 主任：景俊海（2024年10月辞任） → 黄强（2025年1月17日当选）
- 副主任：高广滨、范锐平、田锦尘、刘金波、贾晓东、郝国昆、梁仁哲（2025年1月当选）
- 秘书长：李中新（2025年1月辞任） → 金喜双（2025年1月当选）